# Tkanka łączna

## Tkanka łączna właściwa

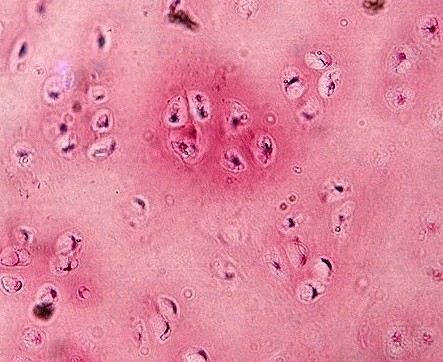
Chrząstka szklista, obraz mikroskopowy

Tkanka łączna (łac. textus connectivus) – jedna z podstawowych tkanek zwierzęcych. Jest charakterystyczna dla zwierząt przechodzących dwie fazy gastrulacji i powstaje z mezenchymy, choć niektóre komórki pochodzą z neuroektodermy.
Komórki tkanki łącznej wytwarzają dużą ilość substancji międzykomórkowej, która wypełnia przestrzenie między nimi i składa się z istoty podstawowej oraz włókien kolagenowych. Tkanka łączna ma za zadanie spajać różne typy innych tkanek, zapewniać podporę narządom i ochraniać wrażliwe części organizmu.
Wygląd tkanki łącznej zależy od obfitości substancji międzykomórkowej.
Tkanka łączna właściwa dzieli się na:
- tkankę łączną zbitą
- tkankę łączną zarodkową
- tkankę łączną tłuszczową
- tkankę łączną galaretowatą
- tkankę łączną siateczkową
- tkankę łączną wiotką

## Tkanka łączna galaretowata
Tkanka łączna galaretowata zbudowana jest z komórek gwiaździstych oblanych dużą ilością substancji międzykomórkowej.

## Tkanka łączna oporowa[3]
Tkanka ta, zwana również szkieletową lub podporową, występuje głównie u kręgowców. Tkankę łączną oporową dzielimy na tkankę kostną i tkankę chrzęstną. Zapewnia ona podporę organizmu i ochronę mechaniczną.

### Tkanka łączna chrzęstna
Nie jest unaczyniona ani unerwiona. Należy do najgęstszych tkanek łącznych i występuje przede wszystkim u kręgowców; u bezkręgowców występuje tylko u niektórych pierścienic morskich, mięczaków i bezczaszkowców. W substancji międzykomórkowej znajdują się zaokrąglone zwykle komórki (chondrocyty); czasem też występują włókna sprężyste lub klejorodne. Dzieli się ona na:
- Tkanka chrzęstna włóknista

Charakteryzuje się obecnością większej lub mniejszej ilości włókien (głównie kolagenowych) w substancji międzykomórkowej; komórki wydłużone i stosunkowo nieliczne. Znajduje się w miejscach przyczepu ścięgien do kości oraz w krążkach międzykręgowych.
- Tkanka chrzęstna szklista

Zawiera włókna kolagenowe, ulega mineralizacji. Buduje powierzchnie stawowe i przymostkowe części żeber. Występuje też w części chrzęstnej nosa i oskrzelach.
- Tkanka chrzęstna sprężysta

Występuje w małżowinie usznej ssaków oraz w chrząstkach krtani, ścianie przewodu słuchowego zewnętrznego, trąbki słuchowej i nagłośni. Zawiera liczne włókna elastyczne, nie ulega mineralizacji.

### Tkanka kostna
To jeden z wielu szczególnych rodzajów tkanki łącznej; charakteryzuje się tym, że substancja międzykomórkowa jest przesycona solami wapnia (fosforan, węglan) i tworzy wokół kanałów naczyniowych (A) koncentrycznie ułożone blaszki tworzące większe, walcowate jednostki strukturalne; między blaszkami, w jamkach kostnych (B), rozlokowane są komórki tworzące tkankę kostną: osteocyty, osteoblasty, osteoklasty, komórki osteogenne. Tkankę kostną można podzielić na: grubowłóknistą (włókna kolagenowe nie są uporządkowane, występuje u niższych kręgowców i zarodków wyższych kręgowców) i blaszkowatą (włókna kolagenowe są skierowane w tym samym kierunku, co czyni komórki silniejszymi, występuje u dorosłych wyższych kręgowców).

## Tkanka tłuszczowa
Komórki tej tkanki gromadzą tłuszcz, który może być wykorzystywany przez organizm jako źródło energii potrzebnych do normalnego funkcjonowania. Tkanka ta występuje pod skórą kręgowców, a także wokół serca i nerek. Jej głównym zadaniem jest zatrzymywanie ciepła w organizmie.

## Krew
Krew składa się z:
- płynnego osocza, składającego się z wody, związków organicznych, związków nieorganicznych, białek, tłuszczów, witamin i soli mineralnych oraz
- elementów morfotycznych, które dzielą się na krwinki białe (leukocyty), krwinki czerwone (erytrocyty) i płytki krwi (trombocyty).

Krew transportuje tlen do tkanek oraz odprowadza z nich dwutlenek węgla i inne produkty przemian zachodzących w organizmie. Erytrocyty zawierają czerwony barwnik (hemoglobinę), dzięki któremu transportują tlen. Krwinki białe pełnią funkcje obronne organizmu przed mikroorganizmami. Płytki krwi biorą udział w krzepnięciu krwi.

## Chłonka
Chłonka (limfa) to płyn tkankowy spływający do naczyń chłonnych, tworzących układ naczyń limfatycznych. Rozprowadza po organizmie limfocyty zabierane z węzłów chłonnych. Bierze także udział w transporcie tłuszczów pokarmowych, stąd jej lekko żółtawe zabarwienie.
Zawiera wodę i sole mineralne, białka, tłuszcze oraz dużą ilość krwinek białych. Odgrywa ważną rolę w utrzymywaniu płynów w organizmie.

## Hemolimfa
Hemolimfa jest tkanką płynną, która występuje u niektórych zwierząt bezkręgowych o otwartym układzie krwionośnym, m.in. u stawonogów i mięczaków.
Jej charakterystycznymi składnikami są zdolne do fagocytozy komórki pełzakowate, a także rozpuszczone w osoczu barwniki przenoszące tlen i dwutlenek węgla. Pełni funkcję analogiczne do krwi i limfy kręgowców.

## Mezenchyma
Mezenchyma to tkanka łączna zarodkowa (występuje tylko w okresie zarodkowym).